# Treasure EP.Fin: All to Action
Treasure EP.Fin: All to Action è il primo album in studio del gruppo musicale sudcoreano Ateez. Pubblicato l'8 ottobre 2019 sotto KQ Entertainment, ha come singolo estratto "Wonderland". L'album è inoltre l'ultima pubblicazione della serie di album Treasure. L'album ha debuttato alla prima posizione nella classifica degli album di Circle Chart.  

## Tracce
1. End of the Beginning – 0:29 (Eden, Buddy, Leez, Hongjoong, Mingi)
2. Wonderland – 3:19 (Eden, Leez, Buddy, Ollounder, Hongjoong, Mingi)
3. Dazzling Light – 3:09 (Eden, Leez, Buddy, Ollounder, Hongjoong, Mingi)
4. Mist (안개; Angae) – 3:19 (Eden, Leez, Buddy, Hongjoong, Mingi)
5. Precious (Overture) – 1:42 (Eden, Ollounder, Hongjoong, Mingi)
6. Win – 3:22 (Eden, Leez, Buddy, Ollounder, Hongjoong, Mingi)
7. If Without You – 3:20 (Eden, Leez, Buddy, Hongjoong, Mingi)
8. Thank U (친구; Chingu) – 3:21 (Eden, Leez, Ollounder, Hongjoong, Mingi)
9. Sunrise – 3:18 (Eden, Hongjoong, Leez, Buddy, Mingi)
10. With U (걸어가고 있어; Georeogago isseo) – 3:34 (Eden, Leez, Hongjoong, Mingi)
11. Beginning of the End – 1:52

Durata totale: 30:45

## Classifiche
| Classifica (2019-20) | Posizione massima |
| -------------------- | ----------------- |
| Corea del Sud        | 1                 |
| Polonia              | 20                |
| Ungheria             | 15                |